# 应用艺术博物馆 (布达佩斯)

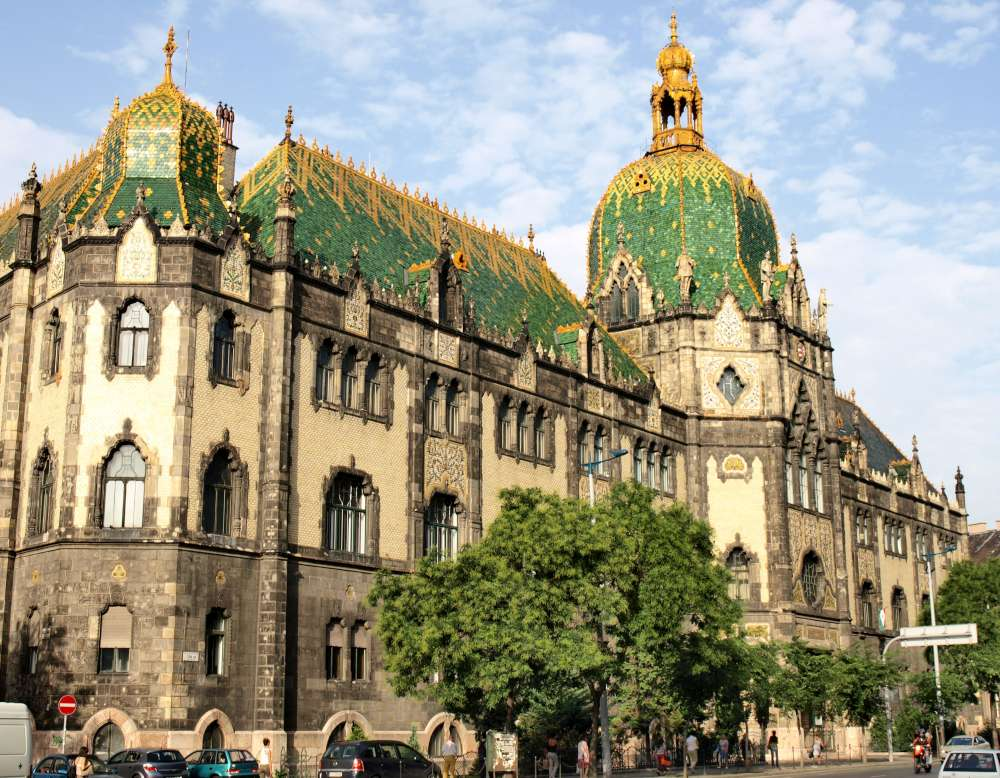

应用艺术博物馆（匈牙利語：Magyar Iparművészeti Múzeum）位于匈牙利布达佩斯第九区（Ferencváros），靠近大环路南端。这座新艺术运动风格建筑建于1893年到1896年间，由Ödön 莱希纳设计，建筑风格具有匈牙利民间陶瓷特色，以及伊斯兰和印度图案（这种风格的另一个例子是城市公园不远处的地质博物馆）。

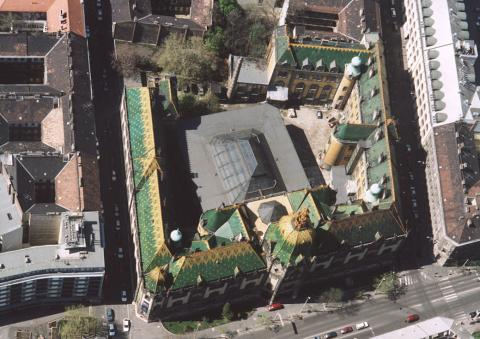
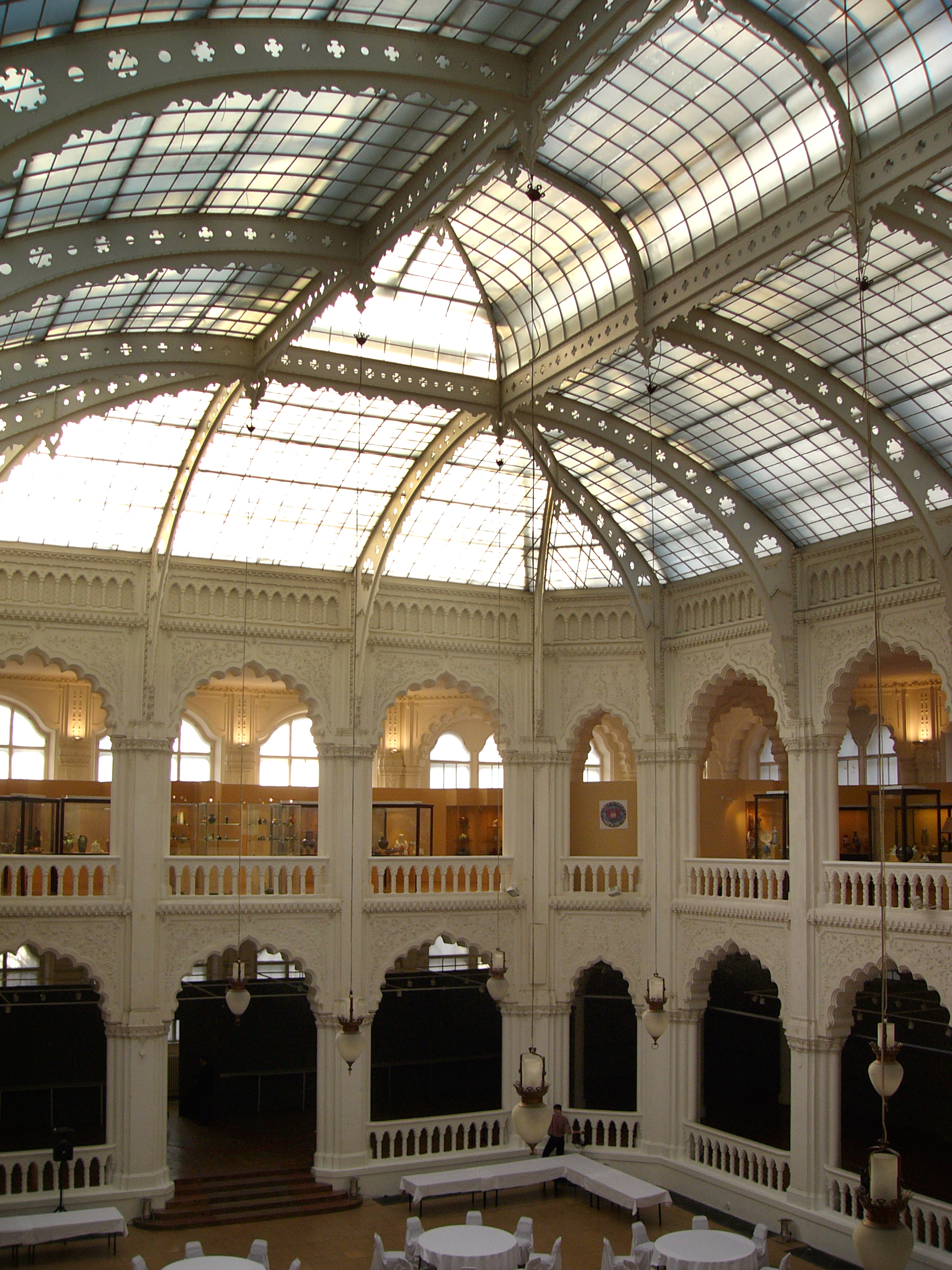